# JOKER 不被原諒的搜查官
《JOKER 不被原諒的搜查官》（日語：ジョーカー 許されざる捜査官），臺灣播出譯名為《JOKER私法正義》（緯來日本台）、《王牌搜查官》（國興衛視）。為日本富士電視台自2010年7月13日起至同年9月14日期間播放的週二晚間九點檔（火九）。由堺雅人主演。

## 概要
世界上，任何司法制度均無法做到十全十美，不管那個國家的法律都必有漏洞，每個奉行法治的地方都存在著法律無法制裁的罪犯。執法者遇上這些罪犯，除了慨嘆「公義何在？」之外，還能怎樣呢？當平日溫柔敦厚的刑警伊達一義，遇到無法用法律制裁、心中不存罪疚的罪犯時，便會化身為冷酷的使者，用世人無法諒解的方式制裁他們。

## 劇情簡介
神奈川縣警本部搜查一課強行犯系4班班長伊達一義（堺雅人飾），外號「佛心伊達」，是個性情敦厚、溫文柔和的刑警，然而當他遇上法律無法制裁的罪犯時，卻會化身為冷酷無情的地獄使者，以暴易暴，強行將這些罪犯綁架，使他們永遠與社會隔離。這樣除為了制裁那些罪犯外，也為受害者及其家屬討回公道。當伊達一次又一次地出手制裁凶徒後，漸漸有人意識到地下制裁者的存在，警界中人稱之為「神隱（神隠し）」。

在一次制裁犯人時，伊達大意遺下證物，被吊兒郎當的鑑證科探員久遠健志（錦戶亮飾）識破。然而久遠不但沒有告發伊達，還央求伊達讓其加入。起初伊達甚為抗拒，但在更多接觸之下，漸漸發現在久遠慵懶的笑臉下，隱藏著的痛苦與傷痕。為了引渡久遠不致誤入歧途，伊達決意效法過去曾幫助自己的前輩刑警三上國治（大杉漣飾），接納久遠為同伴，將他帶在身邊。從此伊達、久遠、三上便開始合力儆惡懲奸，制裁那些無法用法律制裁的罪犯。而等著他們應付的，不但有受權貴包庇者、聰明的偽君子、燥狂的虐兒父親、假裝精神錯亂的冷血殺手、精通法律的邪惡律師、逃過時效的兇手、以正義為名的殺人狂，還有身邊的警隊精英宮城明日香（杏飾）與及伊達的前拍擋兼前女友、專門揭發黑幕的記者片桐冴子（涼飾）。在伊達等人的身份逐步被識破的同時，五年前的懸案—伊達的拍擋好友宮城夏樹被殺案—亦漸見端倪。伴隨著案情開始明朗化，神秘組織JOKER與兇手的真面目也逐漸浮現，而終於出現在伊達面前的，卻是最令他痛心的事實。面對這個法律無法制裁的敵人，伊達一義會如何抉擇呢？

## 登場人物

### 神奈川縣警察署（搜查一課）
- 伊達一義（35）

堺雅人 飾
本劇主人翁。神奈川縣警強行犯科4班班長（警部）
總是笑臉迎人、溫柔待人，也因此被同事們稱作「佛心伊達」。儘管乍看之下是漫不經心，但對於事件的調查上，伊達卻擁有極敏銳之洞察力。然而看似老實憨厚的外表下，其實也有他冷酷的一面。對於那些犯罪但又無法以法律制裁之「真正的犯人」，到了晚上，伊達即會揪出真正之犯人，以他自己的「方式」予以制裁之…
- 宮城明日香（24）　（粤語配音：姜嘉蕾）

杏 飾
女主角，神奈川県警捜査一課強行犯科4班警員（警部補）
- 來栖淳之介（35）

平山浩行 飾
- 堀田輝生（32）

土屋裕一 飾
- 轟泰樹（24）

永岡卓也 飾
- 瀧川美菜（24）

鈴木凜 飾
- 井筒將明（58）

鹿賀丈史 飾
神奈川縣警捜査一課課長（警視正），伊達的上司。

### 神奈川縣警察署（鑑識課）
- 久遠健志（25）

錦戶亮 飾
- 溝口喜一（34）

佐伯新 飾
- 武本寬治（23）

井上正大 飾

### 其他
- 宮城夏樹（得年30）

丸山智己 飾
- 片桐冴子（35）

涼 飾
- 三上國治（58）

大杉漣 飾
- 灘木剛士

齊藤步 飾
- 伊達弘毅、伊達光代

山本修、千咲梨江 飾
伊達的雙親。
- 日向

忍成修吾 飾

## 各集登場人物
黑體字為該集事件中的嫌疑犯。

### 第1集
- 木内亨（檢察官之子） 細田善彦 飾
- 新垣豪太（木内高中時代的同學） 山根和馬 飾
- 河相滿（被害人） 貴島康成 飾
- 河相勇造（阿滿的父親） 小市慢太郎 飾
- 河相美津子（阿滿的母親） 中込佐知子 飾
- 西山耕平（妙子的外遇對象） 矢柴俊博 飾
- 水上妙子（西山的外遇對象） 梅田繪理子 飾

### 第2集
- 春日恒夫（K&M貿易公司社長） 鈴木浩介 飾
- 高原鈴惠（老人安養院「山吹之家」的入住者） 小貫加恵 飾
- 羽鳥晴信（教立醫大附設醫院醫師） 東根作壽英 飾
- 高原悟（鈴惠的兒子） 中村誠 飾
- 高原利惠（阿悟的妻子） 笠木泉 飾
- 高原凛（阿悟與利惠的女兒） 大野百花 飾
- 達川學（強盗犯） 林潔 飾
- 其他演員：村愛香

### 第3集
- 山原哲司（私立嘉陽高中化學教師） 黃川田將也 飾
- 内海晴香（山原的未婚妻） 重廣禮香 飾
- 豬俣政典（晴香的前男友） 中村邦晃 飾
- 内海小百合（晴香的母親） 大塚良重 飾
- 内海雄彦（晴香的父親） 市川勇 飾
- 矢口琴美（私立嘉陽高中學生）齊藤丽娜 飾

### 第4集
- 椎名高弘（隨機殺人事件的加害人） 窪田正孝 飾
- 皆瀬桃子（隨機殺人事件的被害人） 金澤美穗 飾
- 皆瀬士郎（桃子的父親） 甲本雅裕 飾
- 柏木奈美（桃子的朋友） 近藤未來 飾
- 内村（桃子與奈美先前打工的卡拉OK店店長） 每度豐 飾
- 精神科醫師  永井博章 飾
- 其他演員：岡崎宏、植村惠、中村絢香、今泉天音、丘野裟稀、前田知惠、津田宏繪

### 第5集
- 冰川成美（律師） 鈴木砂羽 飾
- 幸田弘道（精神鑑定師） 小須田康人 飾
- 幸田京香（幸田的妻子） 春木美佐代 飾
- 柿原沙世（桃色詐欺犯） 菅原祿彌 飾

### 第6集
- 吉永廣之 高杉亘 飾
- 吉永文彌（廣之的兒子） 渡邉甚平 飾
- 岩瀬町會長（酒店老闆） 綾田俊樹 飾
- 盛岡真央（文彌的朋友） 佐佐木麻緒 飾
- 久遠莊平（久遠的父親） 螢雪次朗 飾
- 竊盜集團  松永一哉、有川良太、伊藤龍翼 飾
- 夜店「月光」的女服務生  建美里 飾
- 文彌的母親（照片） 中島奏 飾

### 第7－8集
- 日向光明（港北西署刑事課巡査部長，吉住的同父異母弟弟，模仿神隠制裁手法的殺人犯） 忍成修吾 飾
- 吉住武徳（港北西署刑事課巡査部長，日向的共犯） 飯田基祐 飾
- 根津美代子（健太的妻子） 尾野真千子 飾
- 根津健太（馬貝斯特公司員工） 山中崇 飾（第7集）
- 根津忠士（健太的弟弟） 遠藤要 飾（第7集）
- 江原（馬貝斯特公司員工，健太的上司） 水野智則 飾（第7集）
- 詐欺犯 上野山浩 飾（第7集）
- 木本志保（酒吧「花亂」老闆娘） 佐野珠美 飾 （第8集）
- 宮前史人（木本的熟客） 櫻山優 飾（第8集）
- 鑑識課員  原田文明 飾（第8集）

### 第9集
- 鈴川孝太（經商，前縣立子安台高中美術教師） 佐野史郎 飾
- 小原節子（美咲的母親） 梅澤昌代 飾
- 小原美咲（大學生、獵奇殺人事件被害人） 森口彩乃 飾
- 西崎（井筒的線民〕 伊勢田隆弘 飾

### 完結篇
- 坂崎（神奈川縣警刑事部長） 小木茂光 飾

### 特別篇
- 中崎道彦（神奈川縣警本部組對四課） 鶴見辰吾 飾
- 中崎由衣（中崎的妻子，拉麵店「大王」店主） 阿南敦子 飾
- 富永歐太（披薩店外送員，被害人） 田中良 飾
- 東京拘留所刑務官 濱近高德 飾

## 收視率
| 各話                                                       | 放送日        | 副標題 | 中譯副標題                          | 導演     | 收視率 |
| ---------------------------------------------------------- | ------------- | ------ | ----------------------------------- | -------- | ------ |
| CRIME 01                                                   | 2010年7月13日 |        | 擁有兩種面貌的刑警…無情的真兇制裁者 | 土方政人 | 13.9%  |
| CRIME 02                                                   | 2010年7月20日 |        | 隱藏在保險金殺人事件中的陷阱        | 土方政人 | 15.7%  |
| CRIME 03                                                   | 2010年7月27日 |        | 偽裝的潛行者謀殺案                  | 都築淳一 | 13.4%  |
| CRIME 04                                                   | 2010年8月03日 |        | 彷彿不特定殺人般的神秘隱藏謀殺      | 石川淳一 | 13.7%  |
| CRIME 05                                                   | 2010年8月10日 |        | 人為錢亡…喪盡天良的女律師           | 土方政人 | 13.8%  |
| CRIME 06                                                   | 2010年8月17日 |        | 虐待兒童…挽救不回的生命…            | 都築淳一 | 14.5%  |
| CRIME 07                                                   | 2010年8月24日 |        | 行徑模仿…藉口正義實犯罪             | 石川淳一 | 15.7%  |
| CRIME 08                                                   | 2010年8月31日 |        | 會死嗎…伊達的最大危機               | 土方政人 | 11.9%  |
| CRIME 09                                                   | 2010年9月07日 |        | 追訴期…憤恨的真相裁斷！             | 都築淳一 | 13.5%  |
| CRIME 10                                                   | 2010年9月14日 |        | 神隱…一切謎底的揭曉？衝擊的完結篇   | 土方政人 | 15.5%  |
| 平均收視率 14.2%（收視率由関東地区・ビデオリサーチ社調べ） |               |        |                                     |          |        |
| CRIME the 1st                                              | 2010年9月21日 |        | 伊達的最初事件                      | 都築淳一 | 12.4%  |

## 得獎紀錄
第66回日劇學院賞 主演男優賞（堺雅人）

## 外部連結
- 電視台
  - 日本富士電視台－ジョーカー 許されざる捜査官 （日語）
  - 緯來日本台－JOKER私法正義 （页面存档备份，存于） （正體中文）
  - 國興衛視－王牌搜查官 （页面存档备份，存于） （正體中文）

- 《JOKER 私法正義》 （页面存档备份，存于）－偶像劇場資料庫 （正體中文）

## 節目的變遷
| 日本 富士電視台 週二晚間火九連續劇星期二21:00至21:54     | 日本 富士電視台 週二晚間火九連續劇星期二21:00至21:54 | 日本 富士電視台 週二晚間火九連續劇星期二21:00至21:54 |
| -------------------------------------------------------- | ---------------------------------------------------- | ---------------------------------------------------- |
|                                                          | JOKER 不被原谅的搜查官 （2010.7.13 - 2010.9.14）     |                                                      |
| 絕對零度～未解決事件特命搜查～ （2010.4.13 - 2010.6.22） | 打工仔買房記 （2010.10.19 - 2010.12.21）             |                                                      |

| 台灣 緯來日本台 週一至週五晚上9點            | 台灣 緯來日本台 週一至週五晚上9點               | 台灣 緯來日本台 週一至週五晚上9點 |
| -------------------------------------------- | ----------------------------------------------- | --------------------------------- |
|                                              | JOKER私法正義 （2012年3月15日 - 2012年3月29日） |                                   |
| 暴走女法醫 （2012年2月29日 - 2012年3月14日） | 殺人草莓夜 （2012年3月30日 - 2012年4月13日）    |                                   |

| 香港 奇寶劇集台／有線劇集台 星期日 22:00 - 23:00 | 香港 奇寶劇集台／有線劇集台 星期日 22:00 - 23:00 | 香港 奇寶劇集台／有線劇集台 星期日 22:00 - 23:00 |
| ------------------------------------------------ | ------------------------------------------------ | ------------------------------------------------ |
|                                                  | Joker （2013.11.10 - 2014.01.19）                |                                                  |
| 刑偵相棒（第十一季） （2013.06.02 - 2013.11.03） | 騎呢刑警 （2014.01.26 - 2014.03.16）             |                                                  |

| 國興衛視 週一至週四 19:00至20:00                                                   | 國興衛視 週一至週四 19:00至20:00    | 國興衛視 週一至週四 19:00至20:00 |
| ---------------------------------------------------------------------------------- | ----------------------------------- | -------------------------------- |
|                                                                                    | 王牌搜查官 （2014.4.21 - 2014.5.6） |                                  |
| 新孩子們的戰爭 （2014.1.23 - 2014.3.26） 新孩子們的戰爭2 （2014.1.23 - 2014.3.31） | 紳士大主廚 （2014.5.6 - 2014.5.21） |                                  |